# Amphilius longirostris
Amphilius longirostris és una espècie de peix de la família dels amfílids i de l'ordre dels siluriformes.

## Morfologia
Els mascles poden assolir els 14 cm de llargària total.

## Distribució geogràfica
Es troba a Àfrica: Camerun i Guinea Equatorial.